# شیباکاوا، شیزوئوکا
شیباکاوا، شیزوئوکا (به لاتین: Shibakawa, Shizuoka) یک منطقهٔ مسکونی در ژاپن است که در ناحیه چوبو واقع شده‌است. شیباکاوا ۹٬۲۳۸ نفر جمعیت دارد.